# 马辅臣
马辅臣（1883年—1969年1月8日），男，名马佐，字辅臣，别称马矿务，回族，马麒外甥。祖居临夏县漠尼沟大庄，祖辈务农，家境富裕。曾任西北军政委员会委员、青海省副省长。

## 生平
馬輔臣20岁后投奔舅父马麒（馬步芳父親）部当兵。1911年马麒任西宁镇总兵，1912年又兼代青海蒙番宣慰使，委任马輔臣为矿务马队管带，管理马鸡雪山（玛积雪山）、星宿海等地金矿，兼营茶卡盐湖的生产。
1924年任骑兵第九旅第一团团长，赴山西省大同、阳高、天镇、平地泉参加第二次直奉战争。1929年马麒任青海省主席，委任馬輔臣为青海省榷运局局长，掌握青海盐务大权。青海当地人习惯上仍称马輔臣为“矿务大人”，牧区藏民则称马輔臣为“矿务仓”。1936年，马麟去麦加朝圣，马步芳代理青海省主席，馬輔臣被免职，返乡定居。
1949年8月，临夏临近解放，马輔臣携眷去青海。中国人民解放军进军青海到达化隆时，马輔臣同青海各界人士到化隆扎巴鎮欢迎解放军，受到王震司令员的热情接见，鼓励马輔臣为和平解放青海、新疆出力，并委派马輔臣到乐都、互助、大通、湟源各地宣传党的政策，对和平解放青海发挥作用。解放军进军新疆时，各界人士组成和平代表团，马輔臣任团长，随军抵达酒泉后，他和国民革命军第八二军第190师师长马振武（马呈祥的表弟）先行入迪化。他们到达时，国民革命军骑兵第五军军长马呈祥已离迪化去喀什，将取道巴基斯坦出国，骑五军已随陶峙岳副长官起义，但军心未定，对和平解放存在很大疑虑。他们配合陶峙岳宣讲解放军对待起义部队的政策，介绍青海安定、家人无恙和第八二军部队投诚后被宽大处理的情况，现身说法，解除了骑五军官兵顾虑，稳定了迪化、奇台等地的局势，受到了彭德怀和王震的奖誉。馬振武和马輔臣被任命为新疆军区参议。
1949年12月2日，马輔臣被中央人民政府任命为西北军政委员会委员。1950年3月政务院任命马輔臣为西北军政委员会财政经济委员会委员，西北军政委员会工业部副部长。1952年任西北五省（区）回族代表团团长，赴北京参观，受到毛泽东主席的接见。1953年任青海省人民政府副主席。后历任青海省人民委员会委员、青海省副省长。与黄正清、朱侠父等多次深入甘肃少数民族聚居地区，宣传民族政策，开展统战工作。。1959年患脑溢血病，长期治疗无效，于1969年1月8日在西宁市逝世。。